# Miguel Ángel Navarro (arquitecto)

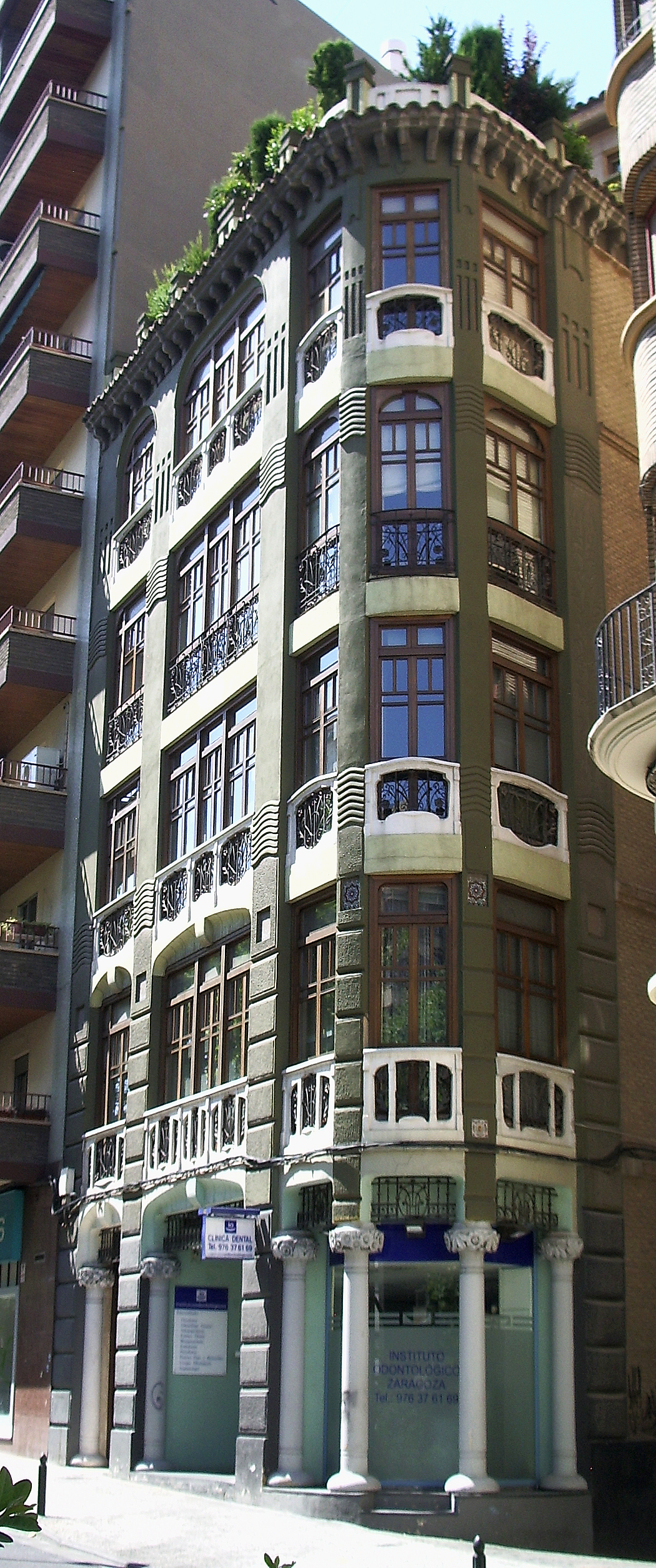
Casa Palao en el paseo Sagasta 76, en Zaragoza

Miguel Ángel Navarro Pérez, hijo del también arquitecto Félix Navarro Pérez y de Concepción Pérez Michelena, nació en Zaragoza el 4 de octubre de 1883 y falleció en la misma ciudad el 26 de enero de 1956. Además era sobrino del ingeniero agrónomo español, experto en patología vegetal, fotógrafo y cineasta documentalista, Leandro Navarro Pérez.

## Biografía
Realizó sus estudios primarios y de bachiller en diversas ciudades españolas y en la francesa de Bayona. Inició la carrera de arquitectura en Madrid, estudios que completó con el aprendizaje de dibujo artístico, modelado, ingeniería de caminos y de obras públicas, pero posteriormente se trasladó a Barcelona, en cuya Escuela de Arquitectura se tituló el 23 de junio de 1911.

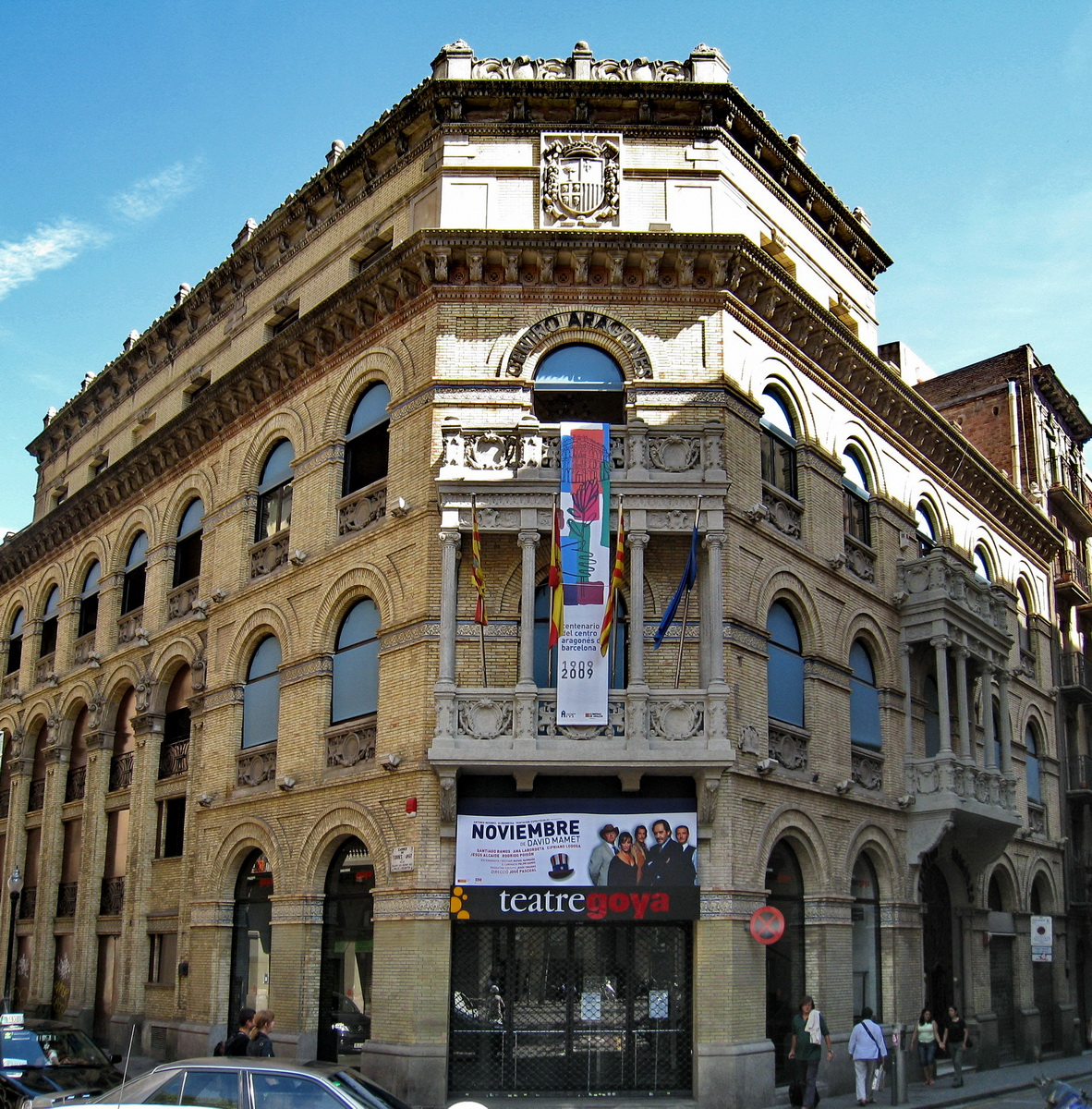
Centro Aragonés de Barcelona

Además, fue un arquitecto con una fuerte personalidad y una gran capacidad de trabajo, lo que le permitió desarrollar una actividad intensa en distintos aspectos de la vida ciudadana. En 1913 fue nombrado arquitecto de la Cámara de Comercio y de la Asociación de Periodistas de Zaragoza, y hasta 1916 ejerció como arquitecto municipal de Zuera, Tarazona, Calatayud y Ejea de los Caballeros. Asimismo en ese año fue elegido concejal hasta 1920, tiempo en el que llegó incluso a ser nombrado Teniente de Alcalde. A partir de 1920 es arquitecto del ayuntamiento de Zaragoza y desde 1932 es jefe de la Dirección General de Arquitectura, desde donde dirige la planificación urbana de Madrid.
Respecto a su vida privada, Miguel Ángel Navarro estuvo casado con María Anguela Dolset, natural de Zaragoza, con quien tuvo cuatro hijos: María Esperanza, José Luis, Francisco y Julio.

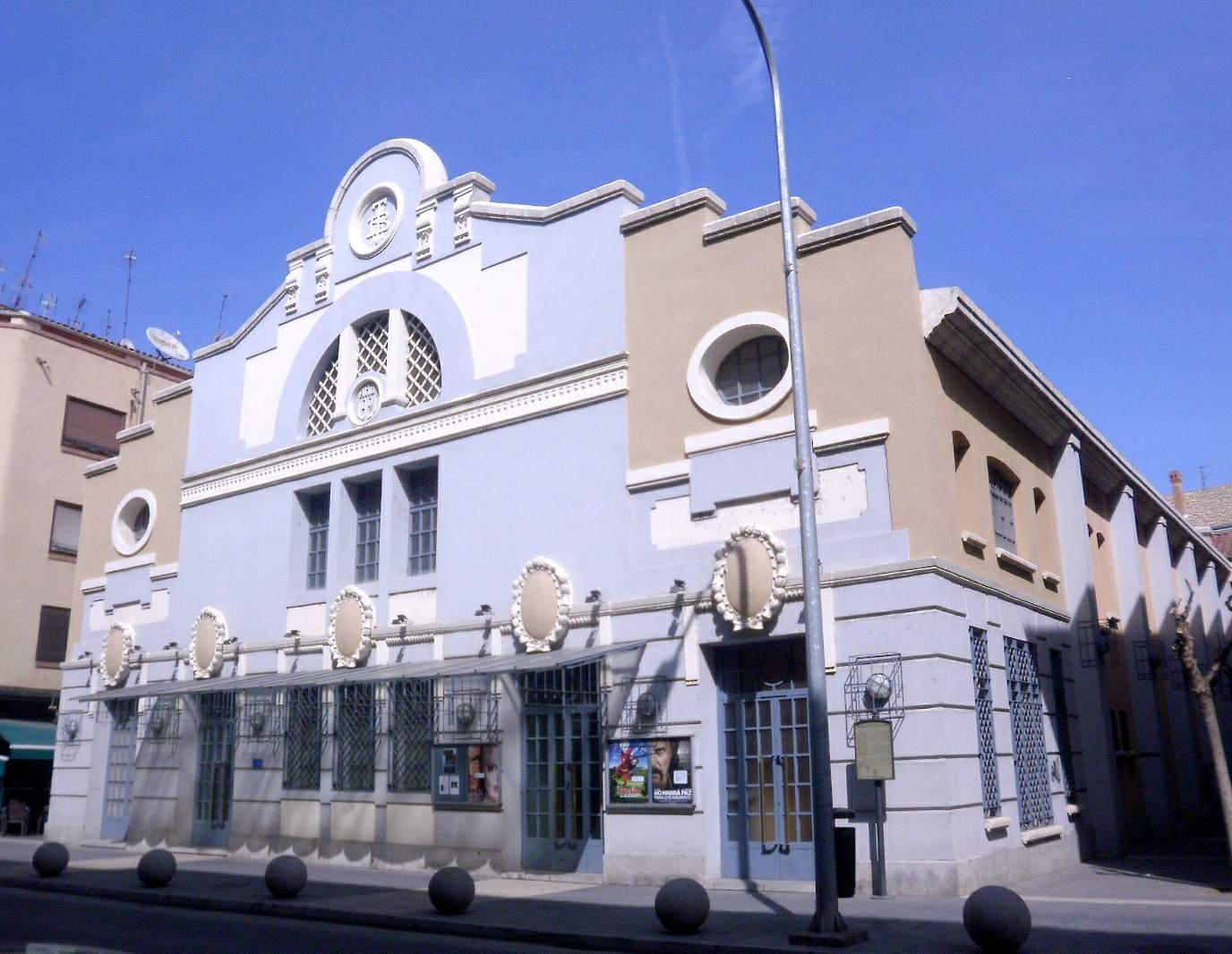
Teatro Bellas Artes (Tarazona)

En 2021 fue reconocido a título póstumo con el premio Ciudad de Tarazona, en el 100 aniversario del Teatro Bellas Artes de Tarazona, recordando a su vez el origen turiasonense de su familia. El reconocimiento fue recogido por su nieto, Miguel Ángel Navarro Pérez.

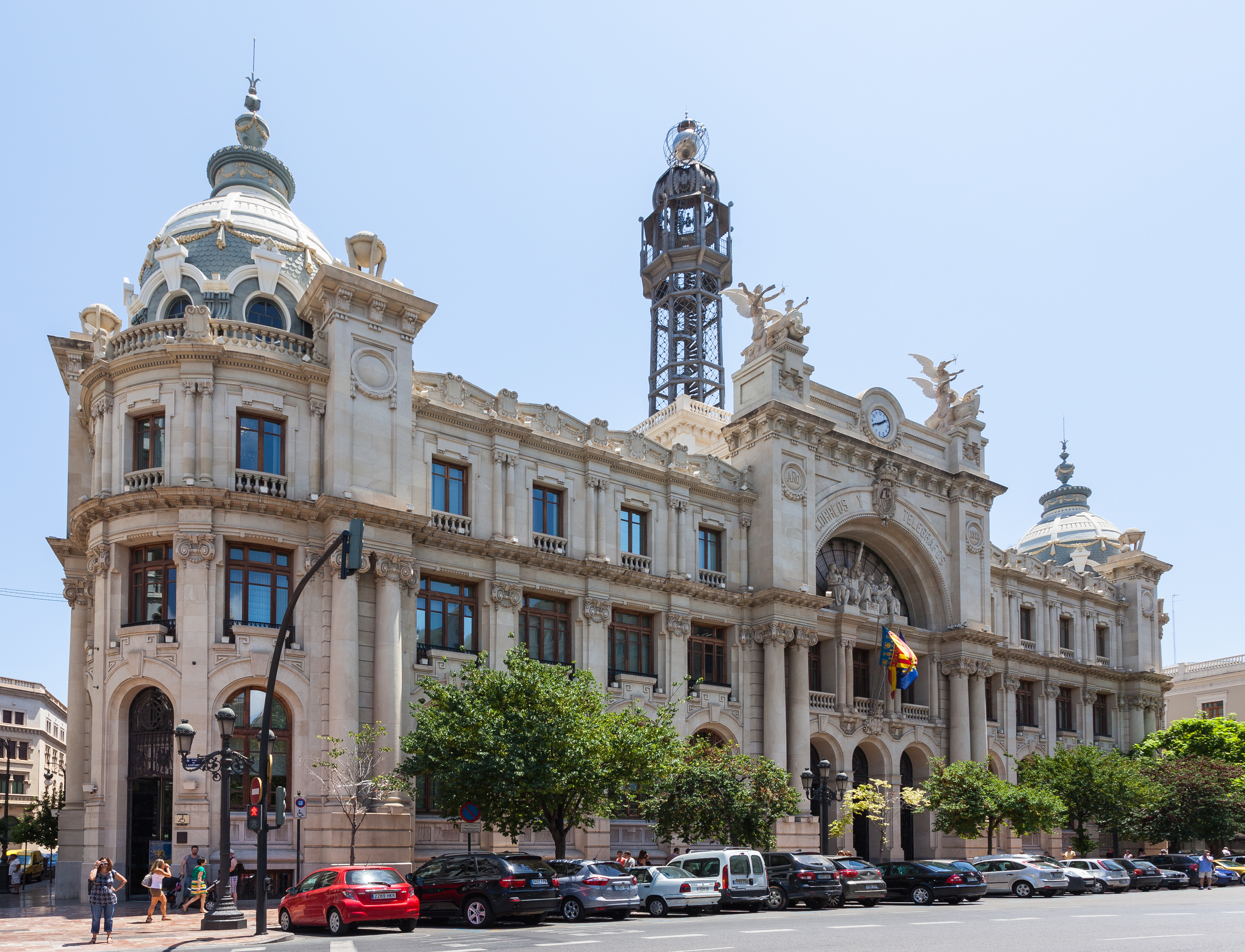
Palacio de Comunicaciones (Valencia)

## Obra
Debido a los cargos que ostentaba, son numerosos los proyectos en los que participó y otros tantos los que realizó Miguel Ángel Navarro, entre los cuales encontramos:
- Planificación urbana de Zaragoza, entre los cuales:
  - Cubrimiento del río Huerva (1925-1932)
  - Parque Primo de Rivera, en el que está el monumento a Alfonso I el Batallador[2]
  - Planes de vivienda barata: planes varios (1925-1928) y Ciudad Jardín (1934-1939)
- Proyecto para las torres tercera y cuarta del Pilar[3]
- Centro Aragonés de Barcelona (1916)[4]
- Palacio de Comunicaciones (primer premio en 1911 del Concurso Nacional de proyectos) de Valencia (1915-1925)
- Grupo Escolar Joaquín Costa
- Edificaciones de Termas Pallarés, en Alhama de Aragón
- Casa de Juan Solans (1912)
- Teatro del Mercado de Zaragoza, anteriormente conocido como Mercado de Pescados de Zaragoza.
- Reforma del Coso de la Misericordia de Zaragoza.
- Teatro de Bellas Artes de Tarazona (1918-1921)
- Sanatorio de la Cruz Roja (Sancho y Gil, 8 / plaza de los Sitios) en Zaragoza.[5]
- Cinema Herrero de Tarazona (1949), actual biblioteca municipal y Centro de mayores.[6]